# Steve Kanaly
Steven "Steve" Francis Kanaly (n. 14 martie 1946) este un actor american, foarte cunoscut pentru rolul său ca Ray Krebbs în filmul serial distribuit de către CBS Dallas, rol pe care l-a interpretat în perioada 1978-1989.

## Biografie
Celebru pentru rolul său Ray Krebbs, Steve Kanaly a jucat 11 ani în serialul Dallas. În 1991 a fost solicitat pentru a apărea în ultimul episod al îndrăgitului serial, dar și pentru serialul artistic "War of Ewings" din 1998. În timpul filmărilor pentru serialul Dallas a jucat și în Time Express, din 1979. În 1994 a fost "Seabone Hunkle" într-un alt serial de televiziune, pentru copii de această dată, numit All My Children. A apărut și în numeroase show-uri de televiziune, iar în peliculele în care a apărut a colaborat mult cu regizorul și scenaristul John Milius, care l-a și recomandat altor colegi pentru mai multe coleborări. Alte filme în care a jucat: The Terminal Man, My Name is Nobody sau Midway. Împreună cu fosta sa soție din serialul Dallas, Susan Howard, Kanaly a apărut în reclame care promovau deținerea permisului de port-armă. Împreună cu soția sa trăiesc la o fermă în Ojai, California. Experiența sa vastă de viață a servit ca material de documentare pentru scenaristul John Milius. A participat la Războiul din Vietnam, iar experiențele sale i-au fost împărtășite prietenului său pentru filmul Apocolypse Now, personajul Colonel Kilgore.

## Filmografie
- 1974 Drumul spre Sugarland
- 1976 Bătălia de la Midway (Midway), regia Jack Smight
- 1975 The Wind and the Lion
- 1978 Dallas
- 1992 Double Trouble
- 1993 Okavango: The Wild Frontier
- 1997 Pericolul vine din cosmos
- 1997 Aproape de casă
- 1998 Dallas: Ultima confruntare
- 2004 Dallas, după 20 de ani